# Heaven (Buck-Tick)
Heaven è il ventisettesimo singolo del gruppo musicale giapponese Buck-Tick, pubblicato il 17 dicembre 2008.

## Descrizione
Il disco è stato pubblicato dalla major BMG, sussidiaria della Sony Music. Il singolo è stato stampato in due versioni: una special edition in jewel case contenuta in una custodia in cartoncino con libretto fotografico e DVD extra, ed una normal edition con copertina variata e confezione jewel case semplice.

## Tracce
Tutti i brani sono testo di Atsushi Sakurai e musica di Hisashi Imai.

Dopo il titolo è indicata fra parentesi "()" la grafia originale del titolo.
1. Heaven - 5:26
2. Makka na yoru (真っ赤な夜?) - 3:33

### DVD
1. Heaven; videoclip
2. Making of del videoclip per Heaven

## Altre presenze
- Heaven:
  - 18/02/2009 - Memento mori
  - 07/03/2012 - Catalogue Ariola 00-10

- Makka na yoru:
  - 18/02/2009 - Memento mori

## Formazione
- Atsushi Sakurai - voce
- Hisashi Imai - chitarra e cori
- Hidehiko Hoshino - chitarra e tastiera
- Yutaka Higuchi - basso
- Toll Yagami - batteria